# Băilești
Băilești ist eine Stadt im Kreis Dolj in der Kleinen Walachei in Rumänien. 

## Lage
Băilești liegt im Westen der Walachischen Tiefebene etwa 20 km nördlich der Donau. Die Kreishauptstadt Craiova befindet sich etwa 50 km nordöstlich.

## Geschichte
Das Gebiet der heutigen Stadt ist von fruchtbarem Boden gekennzeichnet und vermutlich seit der Steinzeit besiedelt. Die ältesten archäologischen Funde datieren aus der Epoche von 680 bis 1025. Im Jahr 1536 wurde Băilești erstmals urkundlich erwähnt.
Am 14. September 1828 kam es in der Nähe des Ortes zu einem Gefecht zwischen russischen und türkischen Truppen im Rahmen des 8. Russisch-Türkischen Krieges.
Ab 1828 wurde Băilești grundlegend umgestaltet, indem neben dem ursprünglichen Dorf eine planmäßig angelegte Siedlung mit rechtwinklig zueinander verlaufenden Straßen entstand. Während des Bauernaufstandes 1907 wurde der Ort Schauplatz gewalttätiger Auseinandersetzungen, die 42 Todesopfer forderten. Im Ersten Weltkrieg fielen 156, im Zweiten 108 Bewohner Băileștis.
1921 bekam Băilești den Status einer Stadt (Comună urbană), 2001 den eines Munizipiums – d. h. einer bedeutenderen Stadt – zugesprochen.
Die Stadt lebt vorwiegend von Landwirtschaft und Viehzucht. Nach dem Zweiten Weltkrieg wurden einige Industriebetriebe angesiedelt.

## Bevölkerung
1828 wurden in Băilești 99 Familien, drei Jahre später – nach der Erweiterung des Ortes – bereits 507 Familien registriert. In der Folge wuchs die Bevölkerungszahl bis zur Revolution von 1989 kontinuierlich auf etwa 22.000 an, um danach wieder etwas abzusinken. Bei der Volkszählung 2002 wurden in der Stadt 20.083 Einwohner registriert, darunter 18.599 Rumänen, 1463 Roma, 1 Ungar und 4 Deutsche.

## Verkehr
Băilești liegt an der Bahnstrecke zwischen Craiova und Calafat; in beide Städte bestehen mehrmals täglich Zugverbindungen. Die Bahnlinie ist insbesondere für den Güterverkehr in Richtung Bulgarien wichtig und wird an Bedeutung weiter zunehmen, wenn ca. ab 2010 eine Donaubrücke zwischen Calafat und Vidin errichtet wird. Regelmäßige Busverbindungen bestehen u. a. nach Craiova.

## Sehenswürdigkeiten
- Historisches Museum
- Gedenkhaus für Amza Pellea

## Persönlichkeiten
- Amza Pellea (1931–1983), Schauspieler
- Ion Cioabă (1935–1997), Vater von Florin Cioabă, war Roma-Politiker[5]
- Petre Anghel (1944–2015), Schriftsteller[6]
- Marcel Iureș (* 1951), Schauspieler
- Adriana Nechita (* 1983), Handballspielerin